# كاروانة (شيروان)
کاروانة (بالفارسية: کاروانه) هي قرية تقع في إيران في قسم شیروان الريفي. يقدر عدد سكانها بـ 422 نسمة بحسب إحصاء 2016.